# La Lampe d'Aladin
Pour plus de détails, voir Fiche technique et Distribution.
La Lampe d'Aladin (A-Lad-In His Lamp) est un cartoon Looney Tunes réalisé par Robert McKimson mettant en scène Bugs Bunny et Smokey le génie, sorti en 1948.

## Synopsis
Bugs, en creusant son terrier, tombe sur la lampe d'Aladin. Le lapin la frotte et nous découvrons Smokey, un génie. Bugs fait le vœu d'avoir 2 carottes, Smokey lui obéit, ce dernier lui avoue qu'il doit rentrer à Bagdad.
Le lapin l'accompagne et tous deux se retrouvent à Bagdad, Bugs atterrit chez un sultan qui veut s'approprier la lampe mais Bugs refuse et se fait poursuivre dans tout le palais: Bugs et Smokey entrent par mégarde dans un harem avant que Bugs appelle Smokey à plusieurs reprises mais ce dernier est toujours occupé ; le lapin finit par s'envoler avec un tapis magique, le sultan finit par avoir la lampe mais le génie le boxe furieusement avant d'offrir à Bugs une vie de sultan.